# الکساندر درانکوف
الکساندر اوسپویچ درانکوف (Aleksandr Osipovich Drankov) یکی از چهره‌های برجسته و پیشگام سینمای اولیه روسیه بود که نقش مهمی در بنیان‌گذاری و گسترش صنعت فیلم در دوران امپراتوری روسیه داشت. او نه‌تنها به عنوان یک فیلم‌بردار و کارگردان فعالیت کرد، بلکه در عرصه تولید و پخش فیلم نیز نقشی کلیدی ایفا کرد.

## زندگی‌نامه
درانکوف در سال 1886 در اودسا به دنیا آمد و فعالیت حرفه‌ای خود را به عنوان عکاس خبری آغاز کرد. استعداد او در ثبت لحظات مهم و همچنین علاقه‌اش به تکنولوژی جدید باعث شد که به سرعت به سوی فیلم‌سازی جذب شود.

## سینما
در اوایل قرن بیستم، درانکوف یکی از اولین استودیوهای فیلم‌سازی در روسیه را تأسیس کرد. او نخستین فیلم‌های خبری و همچنین داستانی را تولید کرد. فیلم معروف «دستگیری استولیپین» از جمله آثار اولیه اوست.
درانکوف در کنار سایر پیشگامان مانند خنژونکوفسکی و گانچاروف، تکنیک‌های اولیه فیلم‌برداری و تدوین را توسعه داد. او همچنین نقش مهمی در شکل‌گیری سینمای خبری و فیلم‌های تبلیغاتی در دوران امپراتوری ایفا کرد.
با ظهور رقبایی چون خنژونکوفسکی و شرکت پاته، درانکوف با چالش‌های بزرگی مواجه شد. او در رقابت با این غول‌های نوظهور نتوانست موقعیت خود را حفظ کند و به تدریج از صحنه فیلم‌سازی کنار رفت.

## سال‌های پایانی
با وقوع انقلاب روسیه، درانکوف همانند بسیاری دیگر از هنرمندان، کشور را ترک کرد. او مدتی در اروپا و سپس در ایالات متحده زندگی کرد اما دیگر هرگز به اوج شهرت و تأثیر سابق خود بازنگشت.

## میراث
اگرچه آثار درانکوف در مقایسه با برخی از فیلم‌سازان بزرگ‌تر دوران خام‌دستانه به نظر می‌رسند، اما نقش او در بنیان‌گذاری ساختار تولید، توزیع، و نمایش فیلم در روسیه غیرقابل انکار است.